# Else Eckersberg

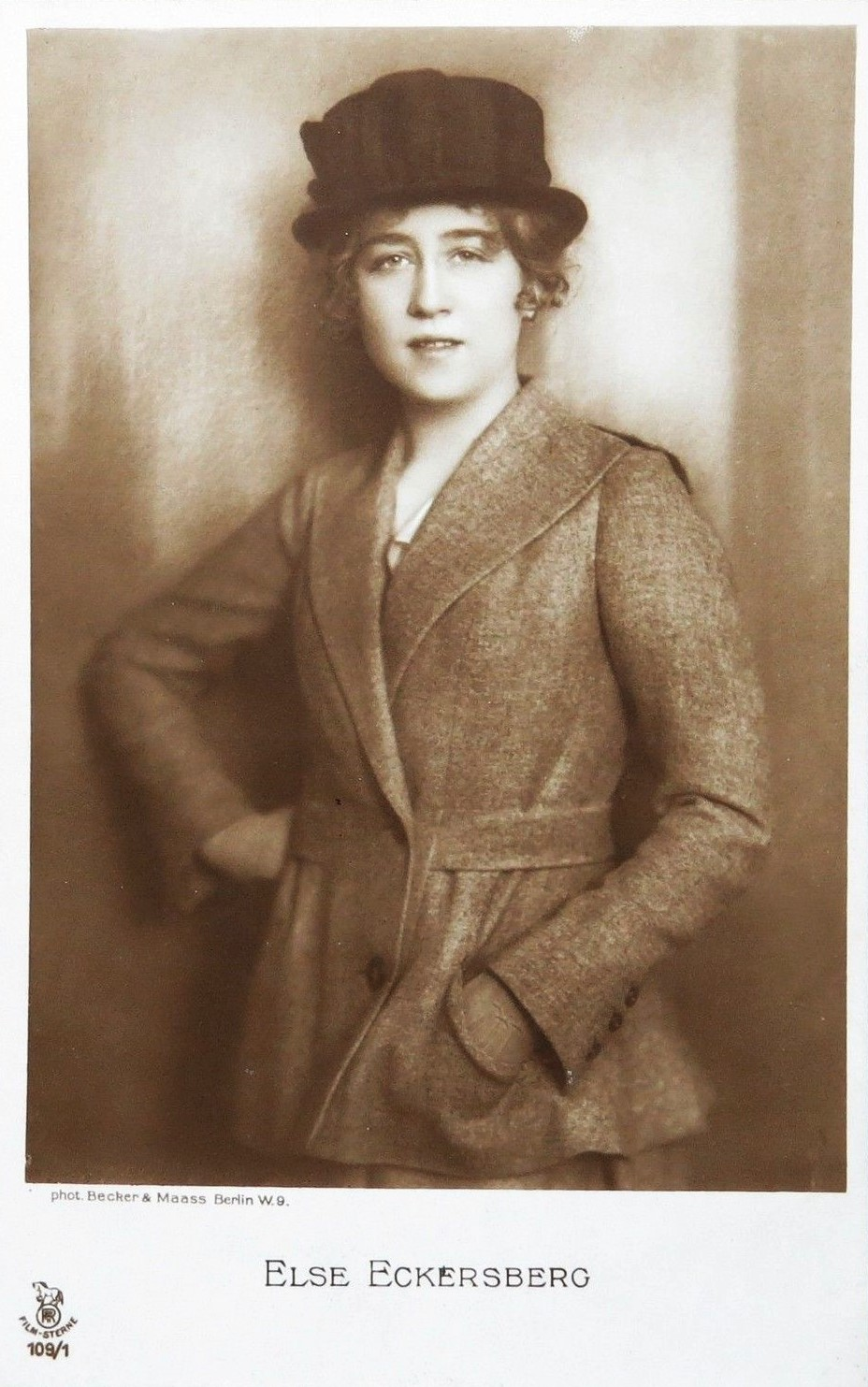
Else Eckersberg (um 1920)

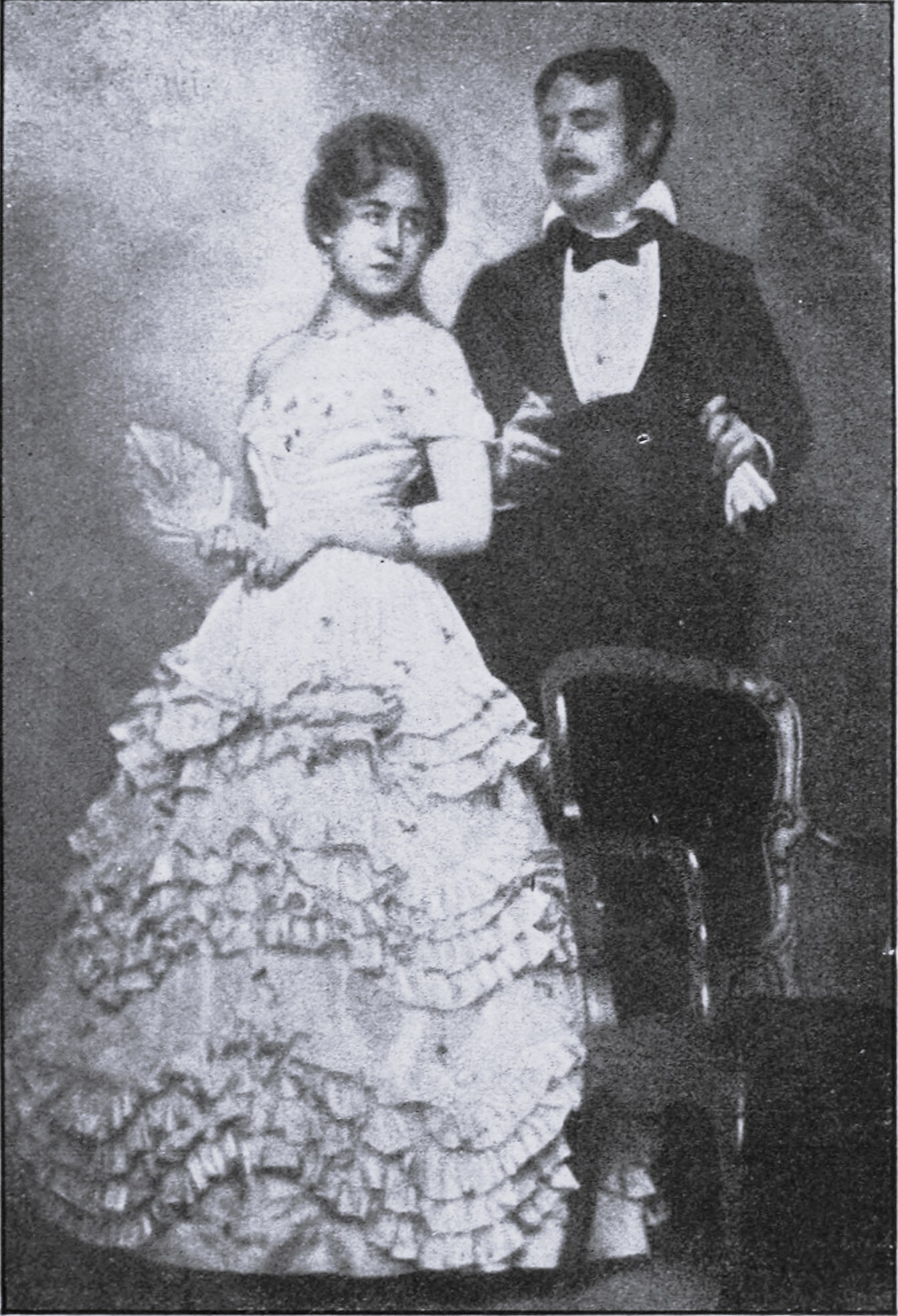
Else Eckersberg und Johannes Riemann in Franz Molnars Fasching (1917)

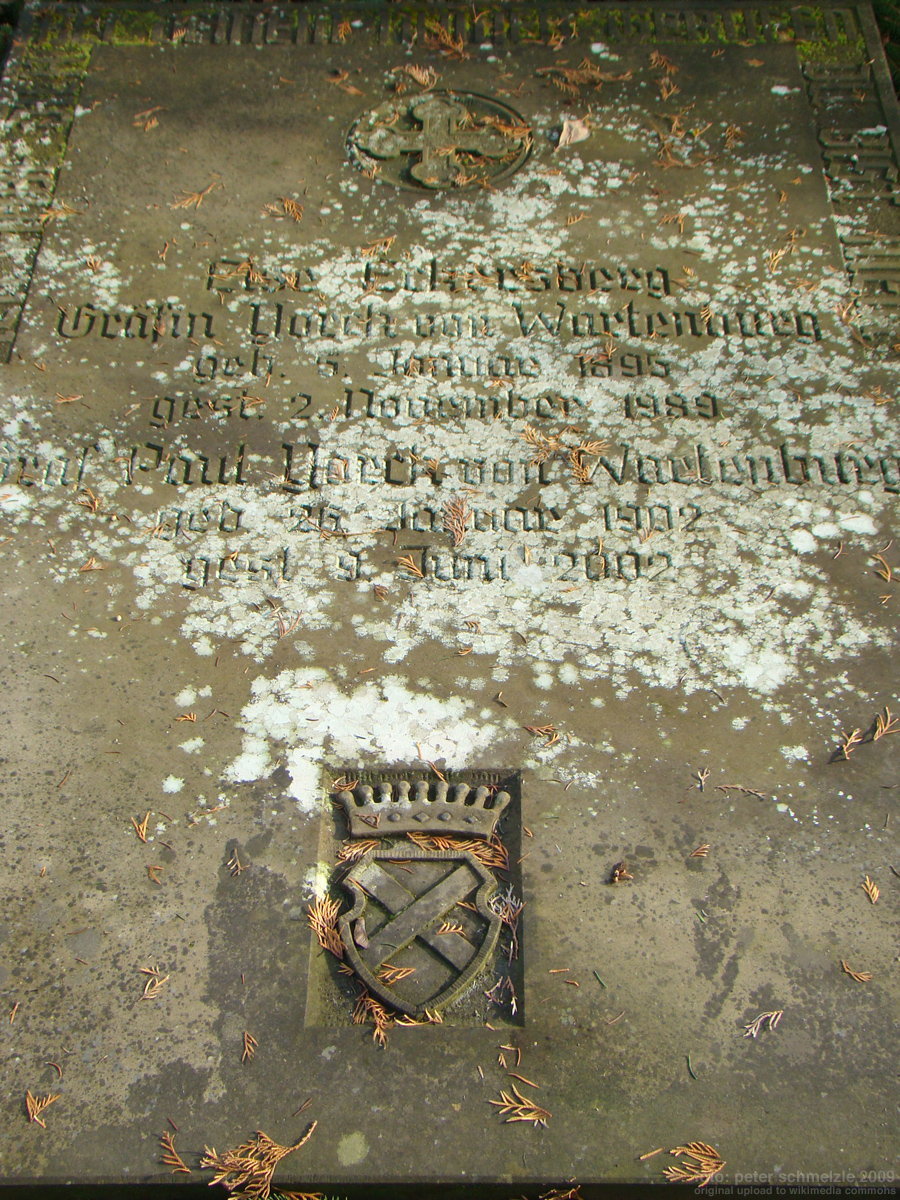
Grabplatte von Else Eckersberg und ihrem Gatten in Jagsthausen

Helene Bertha Else Eckersberg (* 5. Januar 1895 in Berlin; † 2. November 1989 in Neureichenau) war eine Schauspielerin der Bühnen Max Reinhardts.

## Familie
Else wurde als Tochter des Mechanikers Paul Karl Adolph Eckersberg (* 6. Dezember 1867 in Luckenwalde; † 13. Juli 1900 in Berlin) und dessen Ehefrau Hedwig Antonie, geb. Tessel (* 20. Juli 1871 in Berlin), in der Potsdamer Straße 125 in Berlin geboren. Nach dem frühen Tod ihres Vaters wuchs sie bei den Großeltern und im Internat der Ursulinen auf. Ihre Brüder waren der Schauspieler, Kabarettist und Conférencier Carl Adolph Erwin Eckersberg (* 5. September 1892 in Berlin; † 25. November 1961 in München) und der Kaufmann Paul Alex Franz Eckersberg (* 12. Juni 1896 in Berlin; † 18. November 1969 in Berlin-Steglitz).
In erster Ehe heiratete Else Eckersberg 1913 den promovierten Juristen Walter Eitzen. Nach der Scheidung im Jahre 1919 heiratete sie 1921 in Berlin Philipp Freiherr Schey von Koromla, von dem sie 1935 geschieden wurde. In dritter Ehe heiratete sie am 5. Mai 1940 in Berlin Paul Graf Yorck von Wartenburg. Ihr einziges Kind war Alexander (1927–2012) aus der zweiten Ehe, der 1950 von seinem Stiefvater adoptiert wurde.

## Leben
Nach Abschluss der Mittleren Reife trat Else Eckersberg mit 15 Jahren in die Schauspielschule des Deutschen Theaters unter Leitung von Max Reinhardt ein und wurde nach zweijähriger Ausbildung als einziges Mädchen neben Gert Fricke, Friedrich Wilhelm Murnau, Ernst Waldow, Ernst Lubitsch und Ernst Hofmann zur weiteren Ausbildung übernommen. In einer privaten Aufführung von Wedekinds Tod und Teufel wurde Else 1912 in der Rolle der Dirne Lisiska entdeckt und von Reinhardt als jüngstes Mitglied in sein Ensemble engagiert.
Am 31. August 1912 debütierte sie am Deutschen Theater als Klugheit in Goethes Faust II.
Unter Reinhardts Regie wagte sie auch einen frühen Ausflug in den Stummfilm und drehte im Frühjahr 1913 Eine venezianische Nacht. Weitere Filmrollen folgten, doch Eckersberg wirkte später ausschließlich am Theater, wo sie vorwiegend in mondänen, leicht kapriziösen, lebenslustigen und humorvollen Frauen- und Mädchenrollen brillierte.
Nach einem Gastspiel im Operettenfach erfolgte 1920 ihr Durchbruch in der Rolle der Cleopatra in Shaws Stück Cäsar und Cleopatra. Zahlreiche Engagements an Berliner- und Wiener Theatern folgten.
Mit dem Weggang Reinhardts von Berlin verließ auch Else Eckersberg 1921 das Ensemble des Deutschen Theaters und spielte in den folgenden Jahren vorwiegend Komödien an verschiedenen Unterhaltungstheatern.
1924 feierte sie erneut große Erfolge als Dodo in Hopwoods Unsere kleine Frau an Reinhardts Kammerspielen und als Antoinette Hechingen in Hofmannsthals Der Schwierige am Wiener Theater in der Josefstadt.
Anfang der 30er Jahre wurde die Eckersberg auf Grund ihrer Rollen Antoinette in Hofmannsthals Der Schwierige, Christina in Bourdets Das schwache Geschlecht und der Amanda in Cowards Intimitäten von den Berliner Theaterkritikern als weibliche Komikerin ersten Ranges, als hinreißender Clown und witzige Parodistin gefeiert.
1932 spielte sie neben Hans Brausewetter in ihrem selbstgeschriebenen Stück Drei Jahre und eine Nacht, das von Eugen Robert, dem Direktor der Berliner Tribüne unter dem Titel Stichwort Feldena inszeniert wurde.
Nach der Machtergreifung der Nationalsozialisten zog sich Else Eckersberg mehr und mehr von der Bühne zurück. Die eigentlich unpolitische Schauspielerin litt unter dem Schicksal ihrer jüdischen Kollegen und Freunde. 1934 spielte sie nochmals unter Otto Falckenberg in den Münchner Kammerspielen Cowards Intimitäten, 1935 unter Heinz Hilpert in Hauptmanns Griselda und unter Gründgens die Königin in Scribes Das Glas Wasser.
Anlässlich des 80. Geburtstages von Gerhart Hauptmann rezitierte die mit dem Dichter eng befreundete Eckersberg erstmals Hanneles Himmelfahrt. Mit diesem Stück trat sie auch nach dem Zweiten Weltkrieg noch mehrfach auf und zeigte dabei in der nuancierten Darstellung der verschiedenen Personen ihre ganze Schauspielkunst.
1944 wurde Else Eckersberg als Schwägerin des am Attentat vom 20. Juli beteiligten Peter Graf Yorck von Wartenburg verhaftet und zwei Monate in Einzelhaft verwahrt.
1958 veröffentlichte Else Eckersberg ihre Memoiren unter dem Titel Diese volle Zeit, in denen sie noch einmal die versunkene Glanzzeit der Epoche des Berliner Theaters vor dem Zweiten Weltkrieg aufleuchten ließ.
Die folgenden Jahre lebte sie auf Grund diplomatischer Tätigkeiten ihres Mannes in Lyon und Bukarest sowie nach dessen Versetzung in den Ruhestand in Neureichenau, wo sie 1989 verstarb. Sie wurde in Jagsthausen in der Grablege der Freiherren von Berlichingen, Vorfahren ihres Gatten mütterlicherseits, bestattet.

## Rollen (Auswahl)
- 1912 Dirne Lisiska in Wedekinds Tod und Teufel
- 1912 Klugheit in Goethes Faust II
- 1912 Page in Shakespeares Heinrich IV
- 1913 Thekla Hickethier in Sternheims Bürger Schnippel
- 1913 Masà in Tolstois Der lebende Leichnam
- 1913 Hermia in Shakespeares Sommernachtstraum
- 1913 Gretchen in Goethes Faust
- 1913 Ophelia in Shakespeares Hamlet
- 1914 Chow Wau in Hazeltone/Benrimos Die gelbe Jacke
- 1914 Sabine in Kotzebues Die deutschen Kleinstädter
- 1915 Sidselill in Hauptmanns Schluck und Jau
- 1915 Lieschen in Raimunds Rappelkopf
- 1916 Adelheid in Hauptmanns Biberpelz
- 1916 Franziska Wermelskirch in Hauptmanns Fuhrmann Henschel
- 1916 Katharina in Kalisch/Weihrauchs Die Mottenburger
- 1916 Die Kleine in Forster-Larrinagas Floh im Panzerhaus
- 1916 Cherubin in Beaumarchais Figaros Hochzeit
- 1917 Gräfin Liszka in Molnárs Fasching
- 1918 Tochter in Kaisers Koralle
- 1918 Anjutka in Tolstois Macht der Finsternis
- 1919 Pippa in Hauptmanns Und Pippa tanzt!
- 1920 Myrrhine in Aristophanes Lysistrata
- 1920 Cleopatra in Shaws Cäsar und Cleopatra
- 1921 Ingeborg in Goetz‘ Ingeborg
- 1922 Scampolo in Nicodemis Scampolo
- 1924 Dodo in Hopwoods Unsere kleine Frau
- 1924 Antoinette in Hofmannsthals Der Schwierige
- 1924 Toinette in Moliéres Der eingebildete Kranke
- 1925 Margaret Orme in Galsworthys Gesellschaft
- 1930 Antoinette in Hofmannsthals Der Schwierige
- 1931 Christina in Bourdets Das schwache Geschlecht
- 1931 Amanda in Cowards Intimitäten
- 1931 Antoinette in Hofmannsthals Der Schwierige (Salzburger Festspiele)
- 1932 Titelrolle in Eckersbergs Stichwort Feldena
- 1934 Amanda in Cowards Zwischen Abend und Morgen
- 1935 Baronin in Hauptmanns Griselda
- 1935 Königin in Scribes Glas Wasser
- 1942–1952 Rezitation Hauptmanns Hanneles Himmelfahrt

## Filmografie (Auswahl)
- 1913: Eine venezianische Nacht
- 1915: Die bösen Buben
- 1915: Eine Lausbubengeschichte
- 1916: Elses letzter Hauslehrer
- 1916: Komtess Else
- 1917: Else als Detektiv
- 1917: Else und ihr Vetter
- 1917: Das Nachtgespräch
- 1920: Die Brüder Karamasoff
- 1920: Der Dummkopf
- 1939: Der Florentiner Hut

## Werke
- Drei Jahre und eine Nacht. Ein Lustspiel. Felix Bloch Erben, Berlin 1932.
- Diese volle Zeit... Zwei vom Theater. Heinrich Scheffler, Frankfurt am Main 1958.